# Virus (film, 1999)
Virus je znanstvenofantastična grozljivka iz leta 1999, film filmskega režiserja Johna Bruna, posnet po istoimenskem romanu Chucka Pfarrerja. Dogajanje je postavljeno na velikansko raziskovalo ladjo. Tja se naseli neznana sila iz vesolja, ki poskuša iz posadke ustvariti morilske stroje.

## Vsebina
Akademik Vladislav Volkov je rusko znanstveno plovilo v južnem Pacifiku, ki komunicira z vesoljsko postajo Mir. Velik vir energije zadane Mir, pobije kozmonavte in se prenese na Volkova. Tako prevzame ladjo in napade posadko. 
Sedem dni kasneje, ladijski vlačilec Morska Zvezda, katere kapitan je alkoholik Robert Everton (Donald Sutherland), izgubi nezavarovan vlačilec, ko plujejo skozi tajfun. Posadka ladje, katero vodita navigatorka in bivša članica pomorske vojaške posadke Kelly Foster (Jamie Lee Curtis) in inženir Steve Baker (William Baldwin), odkrije da v ladjo vdira voda. Ko želi Morska Zvezda pobegniti v oko nevihte, da bi popravili škodo, se na radarju pojavi Volkov. Ko ugotovi, da bi ladja lahko bila vredna milijone, Everton ukaže posadki, da se vkrca na Volkova.  
Na Volkovu, je večina elektronike uničena in ruske posadke ni nikjer na vidiku. Everton naroči Stevu in še enemu članu posadke, Squeakyu (Julio Oscar Mechoso), naj ponovno vzpostavita elektriko na ladji. Kmalu zatem pade na Morsko Zvezdo sidro in poškoduje Hika (Cliff Curtis), medtem ko prvi častnik J.W. Woods, Jr. (Marshall Bell) ostane nepoškodovan. Steve pusti Squeakya, da straži sobo z elektroniko, kjer se sreča s pajku podobnemu robotu.   
Ko Fosterjeva oskrbuje rano Hiku, jih napade vodilna znanstvenica Nadia Vinogradova (Joanna Pacuła) - edina preživela članica posadke Volkova - vendar jo onesposobi Steve. Nadia histerično pripoveduje da ''tisto'' potrebuje elektriko, da se premika po ladji in skuša prepričati posadko naj izklopijo elektriko. Steve, Woods in eden izmed članov posadke Richie Mason (Sherman Augustus), se odpravijo po Squeakya, vendar odkrijejo delavnico, ki ustvarja še več čudnih robotov.   
Trojico napadejo roboti in nekaj kar izgleda kot Rus s pištolo. Rus se izkaže, da je robot zato ga onesposobijo in navidezno mrtvega odnesejo k ostalim. Nadia pojasni, da je neznana električna sila prišla iz Mira pred osmimi dnevi in prevzela vse računalnike in iz posadke začela ustvarjati robote, s kakršnim so imeli opravka Steve, Woods in Richie. Izkaže se, da je bil ta robot v bistvu kapitan ladje in Nadijin mož.   
Nevihta se nadaljuje in posadka se odpravi  sobo z računalniki. Na njihovi poti naletijo na spremenjenega Squeakya in velikanskega robota, ki ubije Woodsa. Preživeli se zabarikadirajo v sobo za komuniciranje in Richie pošlje klic na pomoč, vendar Everton uniči radio, saj se ne želi odpovedati denarju, ki bi ga dobil za to ladjo. Fosterjeva udari Evertona in ga odstrani iz razreši poveljevanja. Richie se začne pogovarjati z vesoljcem preko računalnika, ta pa jim pove, da se zave kakšen ''virus'' je človeška vrsta, in da jo želi uporabiti za ''rezervne dele''. Richie zaradi tega znori, uniči Squeakya in pobegne. Ko ostali zapustijo sobo, se Everton pogovori z vesoljcem, ki ga prepozna kot dominantno vrsto.   
Posadka ugotovi, da je vesoljec premaknil Volkovov računalnik drugam. Ker ugotovijo, da se ladja premika, se odpravijo na most, vendar Hika vzame tajfun. Medtem Everton pride v eno izmed delavnic, kjer se pogodi z vesoljcem. Fosterjeva ugotovi, da je ladja namenjena na Otok Lord Howe, zato Nadia posumi, da želi vesoljec priti do britanske komunikacijske postaje, saj bi tako nadzoroval svetovne vojaške enote. Odločijo se potoniti Volkova vendar naletijo na v robota spremenjenega Evertona, katerega porazijo s termitovo granato. Izpraznijo ladijsko gorivo in nastavijo eksploziv.   
Fosterjeva, Steve in Nadia naletijo na Richija, vendar jih kmalu napade velikanski robot. Ta ugrabi Fosterjevo in jo muči, da bi pridobil lokacijo detonatorja eksploziva. Richie na smrt ranjen pove Stevu, da je popravil sedež za izstrelitev. Nadia in Steve rešita Fosterjevo, Nadia pa se žrtvuje in ustreli s signalno pištolo v gorivo, ter tako ubije robota. Fosterjeva in Steve pobegneta s pomočjo Richievega sedeža za izstrelitev, še preden raznese ladjo. Eksplozija se vidi daleč naokoli, ter Fosterjevo in Steva reši ameriška ladja.   

## Igralci
- Jamie Lee Curtis kot Kelly "Kit" Foster
- Donald Sutherland kot kapitan Robert Everton
- William Baldwin kot Steve Baker
- Joanna Pacuła kot Nadia Vinogradova
- Marshall Bell kot J. W. Woods Jr
- Sherman Augustus kot Richie Mason
- Cliff Curtis kot Hiko
- Julio Oscar Mechoso kot Squeaky
- Keith Flippen kot kapitan Lonya Rostov
- Levan Uchaneishvili kot Alexi